# Le Meillard
Ne doit pas être confondu avec Meillard.
Le Meillard est une commune française située dans le département de la Somme en région Hauts-de-France.

## Géographie

### Localisation
Le Meillard est un village picard du Ponthieu.
Limitrophe de Bernaville, la localité est située à 9 km au sud-est d'Auxi-le-Château, 11 km à l'ouest de Doullens, 27 km au nord-est d'Abbeville , 32 km au nord-ouest d'Amiens et à 44 km d'Arras à vol d'oiseau.
Le territoire de la commune est limitrophe de ceux de sept communes.
Les communes limitrophes sont Béalcourt, Bernaville, Boisbergues, Frohen-sur-Authie, Heuzecourt, Mézerolles et Outrebois.

### Hydrographie

#### Réseau hydrographique
La commune est située dans le bassin Artois-Picardie. Elle est drainée par la Ferme Duval, le Meillard,.

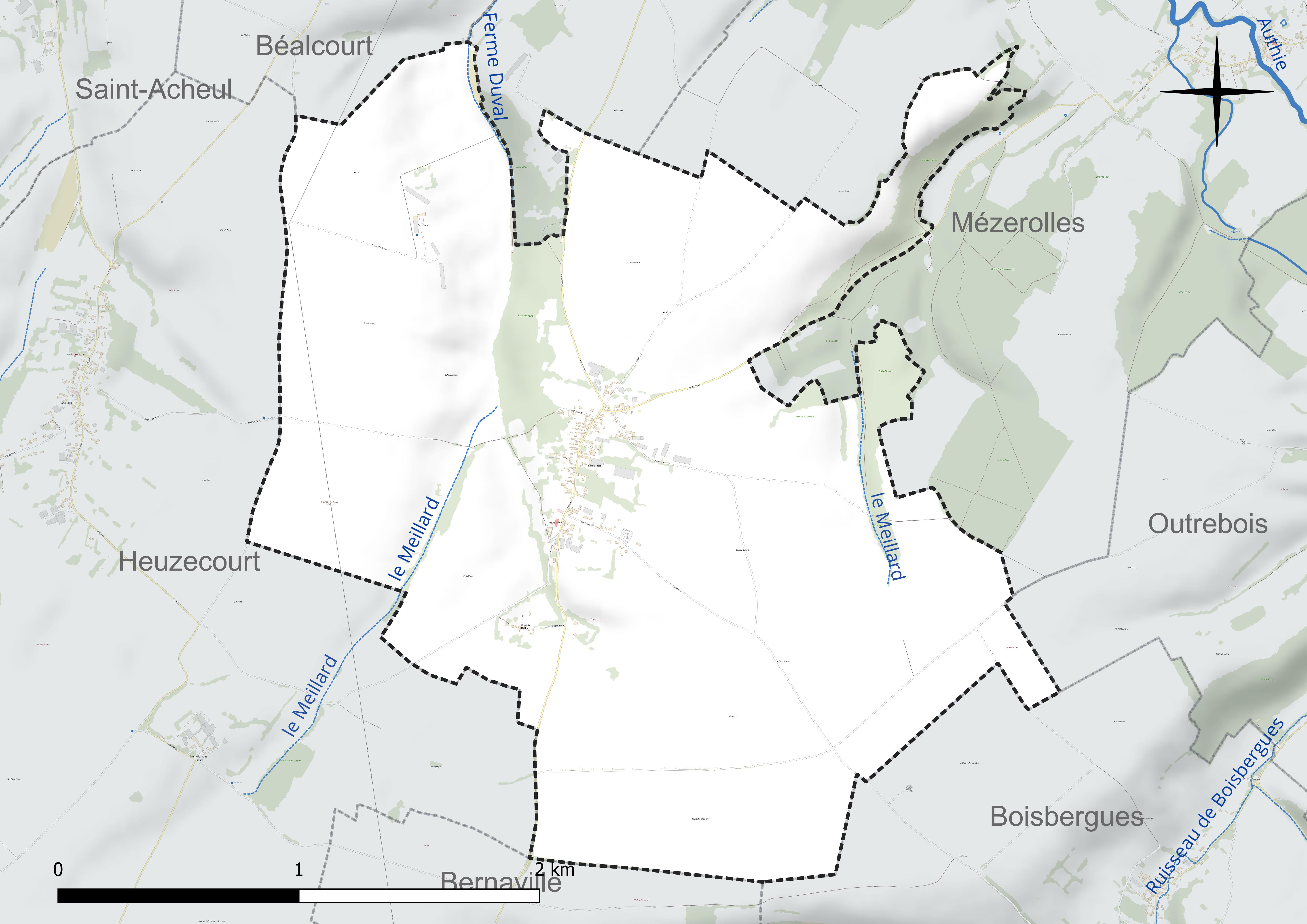
Réseau hydrographique du Meillard.

#### Gestion et qualité des eaux
Le territoire communal est couvert par le schéma d'aménagement et de gestion des eaux (SAGE) « Authie ». Ce document de planification concerne un territoire de 1 253 km2 de superficie, délimité par le bassin versant de l'Authie. Le périmètre a été arrêté le 5 août 1999 et le SAGE proprement dit est, en 2024, en cours d'élaboration. La structure porteuse de l'élaboration et de la mise en œuvre est le syndicat mixte Canche Et Authie.
La qualité des cours d'eau peut être consultée sur un site dédié géré par les agences de l'eau et l'Agence française pour la biodiversité.

### Climat
Pour des articles plus généraux, voir Climat des Hauts-de-France et Climat de la Somme.
En 2010, le climat de la commune est de type climat océanique altéré, selon une étude du CNRS s'appuyant sur une série de données couvrant la période 1971-2000. En 2020, Météo-France publie une typologie des climats de la France métropolitaine dans laquelle la commune est exposée à un climat océanique et est dans la région climatique Côtes de la Manche orientale, caractérisée par un faible ensoleillement (1 550 h/an) ; forte humidité de l'air (plus de 20 h/jour avec humidité relative > 80 % en hiver), vents forts fréquents.
Pour la période 1971-2000, la température annuelle moyenne est de 10,2 °C, avec une amplitude thermique annuelle de 13,7 °C. Le cumul annuel moyen de précipitations est de 866 mm, avec 12,6 jours de précipitations en janvier et 8,9 jours en juillet. Pour la période 1991-2020, la température moyenne annuelle observée sur la station météorologique la plus proche, située sur la commune de Bernaville à 5 km à vol d'oiseau, est de 10,4 °C et le cumul annuel moyen de précipitations est de 877,3 mm,. Pour l'avenir, les paramètres climatiques de la commune estimés pour 2050 selon différents scénarios d'émission de gaz à effet de serre sont consultables sur un site dédié publié par Météo-France en novembre 2022.
| Mois                                  | jan.           | fév.             | mars           | avril           | mai             | juin           | jui.           | août          | sep.          | oct.          | nov.          | déc.          | année      |
| ------------------------------------- | -------------- | ---------------- | -------------- | --------------- | --------------- | -------------- | -------------- | ------------- | ------------- | ------------- | ------------- | ------------- | ---------- |
| Température minimale moyenne (°C)     | 1,3            | 1,4              | 3,3            | 4,9             | 8,1             | 10,8           | 12,7           | 13            | 10,6          | 7,9           | 4,5           | 1,9           | 6,7        |
| Température moyenne (°C)              | 3,7            | 4,1              | 6,8            | 9,4             | 12,6            | 15,4           | 17,6           | 17,8          | 14,9          | 11,2          | 7,1           | 4,2           | 10,4       |
| Température maximale moyenne (°C)     | 6              | 6,9              | 10,3           | 13,9            | 17,1            | 20             | 22,4           | 22,6          | 19,3          | 14,6          | 9,7           | 6,4           | 14,1       |
| Record de froid (°C) date du record   | −13,2 16.01.13 | −13,5 07.02.1991 | −11,3 04.03.05 | −4,1 02.04.1996 | −0,7 07.05.1997 | 1,4 05.06.1991 | 5,2 04.07.1990 | 5 08.08.1990  | 2 24.09.03    | −4,5 24.10.03 | −8 23.11.1998 | −13 18.12.10  | −13,5 1991 |
| Record de chaleur (°C) date du record | 15 09.01.15    | 17,6 26.02.19    | 22,6 31.03.21  | 24,9 28.04.07   | 28,7 13.05.1998 | 33,9 27.06.11  | 40,8 25.07.19  | 37,2 10.08.03 | 32,1 09.09.23 | 28,9 01.10.11 | 19,5 07.11.15 | 15,7 07.12.00 | 40,8 2019  |
| Précipitations (mm)                   | 72,9           | 63,6             | 66,6           | 53,8            | 64,5            | 61,2           | 72,9           | 79            | 66            | 82,5          | 91,8          | 102,5         | 877,3      |

## Urbanisme

### Typologie
Au 1er janvier 2024, Le Meillard est catégorisée commune rurale à habitat dispersé, selon la nouvelle grille communale de densité à sept niveaux définie par l'Insee en 2022.
Elle est située hors unité urbaine. Par ailleurs la commune fait partie de l'aire d'attraction d'Amiens, dont elle est une commune de la couronne,. Cette aire, qui regroupe 369 communes, est catégorisée dans les aires de 200 000 à moins de 700 000 habitants,.

### Occupation des sols
L'occupation des sols de la commune, telle qu'elle ressort de la base de données européenne d'occupation biophysique des sols Corine Land Cover (CLC), est marquée par l'importance des territoires agricoles (88,2 % en 2018), une proportion identique à celle de 1990 (88,2 %). La répartition détaillée en 2018 est la suivante : 
terres arables (78,6 %), prairies (9,1 %), forêts (8,1 %), zones urbanisées (3,8 %), zones agricoles hétérogènes (0,4 %). L'évolution de l'occupation des sols de la commune et de ses infrastructures peut être observée sur les différentes représentations cartographiques du territoire : la carte de Cassini (XVIIIe siècle), la carte d'état-major (1820-1866) et les cartes ou photos aériennes de l'IGN pour la période actuelle (1950 à aujourd'hui).

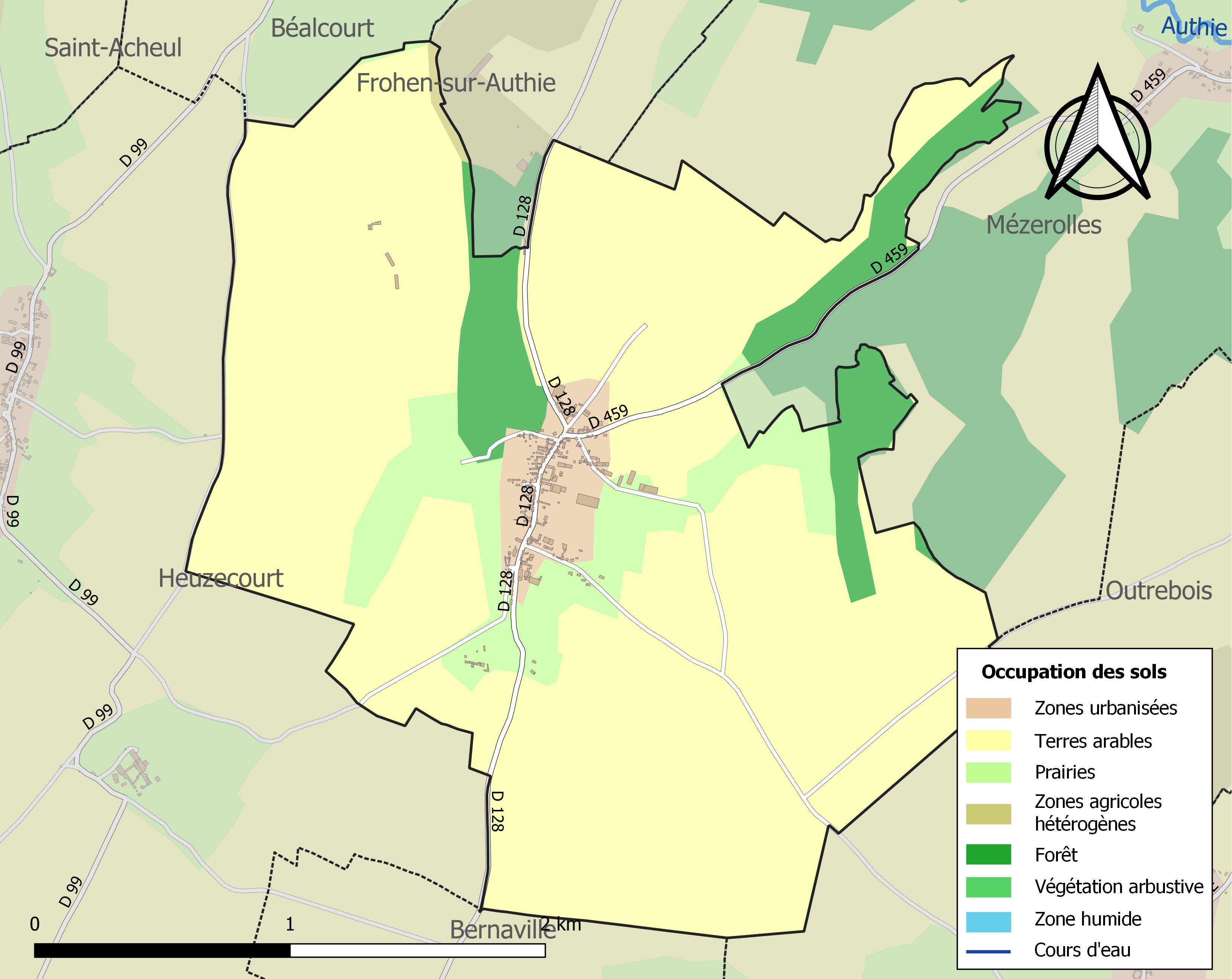
Carte des infrastructures et de l'occupation des sols de la commune en 2018 (CLC).

### Voies de communication et transports
La localité est desservie par la ligne d'autocars no 22 (Doullens - Villers-Bocage - Amiens) du réseau Trans'80, Hauts-de-France, tous les jours sauf le dimanche et les jours fériés.

## Toponymie
Le nom de la localité est attesté sous les formes Meslers en 1140 ; Les Meillars en 1743 ; Les Meillarts en 1771 ; Le Petit Maillard en 1753 ; Petit Meliars en 1778 ; Petit Meliart en 1757 ; Meillard en 1836 ; Le Meillard en 1801 ; Le Meillart en 1850.

Le nom du village signifierait terrain marécageux et boisé.
Le Carnoy est attesté sous les formes Le Carnoie en 1372 ; Les Carnois en 1700 ; La Carnois en 1757 ; Lécarnoix entre 1828 et 1862 ; Lecarmoy en 1836 ; Carnoy en 1856 ; Lescarnois en 1856 ; Le Carnoy en 1857.

Il tiendrait son nom d'un charnier gallo-romain.

## Histoire
Des sarcophages, des vases en terre cuite, des armes trouvés au centre du village témoigneraient d'une occupation à l'époque gallo-romaine.  
Lors de la Seconde Guerre Mondiale, les allemands ont édifié un grand tunnel en béton dans la forêt au bord de la route D128 et ont commencé à construire des rampes de lancement pour les missiles V2. De l'autre coté de cette route a été construit un bunker sous forme de dôme. Toutes ces constructions n'auront jamais été utilisées, le 3e Reich ayant perdu la guerre. 

## Politique et administration
| Période                                  | Période                      | Identité           | Étiquette | Qualité                        |
| ---------------------------------------- | ---------------------------- | ------------------ | --------- | ------------------------------ |
| Les données manquantes sont à compléter. |                              |                    |           |                                |
| 1945                                     | 1965                         | Georges Dubreuil   |           |                                |
| 1965                                     | 1971                         | Marcel Cardon      |           |                                |
| 1971                                     | 2001                         | Jean Dubreuil      |           |                                |
| mars 2001                                | 2014                         | Nathalie Alipré    |           |                                |
| 2014                                     | En cours (au 8 octobre 2020) | Jean-Pierre Cardon |           | Réélu pour le mandat 2020-2026 |

## Population et société

### Démographie
L'évolution du nombre d'habitants est connue à travers les recensements de la population effectués dans la commune depuis 1793. Pour les communes de moins de 10 000 habitants, une enquête de recensement portant sur toute la population est réalisée tous les cinq ans, les populations de référence des années intermédiaires étant quant à elles estimées par interpolation ou extrapolation. Pour la commune, le premier recensement exhaustif entrant dans le cadre du nouveau dispositif a été réalisé en 2004.

En 2022, la commune comptait 153 habitants, en évolution de −0,65 % par rapport à 2016 (Somme : −1,26 %, France hors Mayotte : +2,11 %).
| 1793 | 1800 | 1806 | 1821 | 1831 | 1836 | 1841 | 1846 | 1851 |
| ---- | ---- | ---- | ---- | ---- | ---- | ---- | ---- | ---- |
| 265  | 261  | 257  | 275  | 283  | 333  | 353  | 369  | 377  |

| 1856 | 1861 | 1866 | 1872 | 1876 | 1881 | 1886 | 1891 | 1896 |
| ---- | ---- | ---- | ---- | ---- | ---- | ---- | ---- | ---- |
| 349  | 372  | 383  | 345  | 356  | 329  | 320  | 321  | 290  |

| 1901 | 1906 | 1911 | 1921 | 1926 | 1931 | 1936 | 1946 | 1954 |
| ---- | ---- | ---- | ---- | ---- | ---- | ---- | ---- | ---- |
| 301  | 280  | 248  | 239  | 218  | 220  | 225  | 200  | 229  |

| 1962 | 1968 | 1975 | 1982 | 1990 | 1999 | 2004 | 2006 | 2009 |
| ---- | ---- | ---- | ---- | ---- | ---- | ---- | ---- | ---- |
| 190  | 197  | 163  | 134  | 114  | 131  | 140  | 140  | 161  |

| 2014 | 2019 | 2022 | - | - | - | - | - | - |
| ---- | ---- | ---- | - | - | - | - | - | - |
| 151  | 155  | 153  | - | - | - | - | - | - |

### Enseignement
Un regroupement pédagogique est mis en place à l'école des Fontaines bleues de Mézerolles depuis 2005. Il associe les communes de Remaisnil, Heuzecourt, Barly, Outrebois, Occoches, Boisbergues, Le Meillard, Béalcourt et Frohen-sur-Authie. Une salle multi-activités est inaugurée en septembre 2019. La communauté de communes gère la compétence scolaire.

## Culture locale et patrimoine

### Lieux et monuments
Église Saint-Fursy.

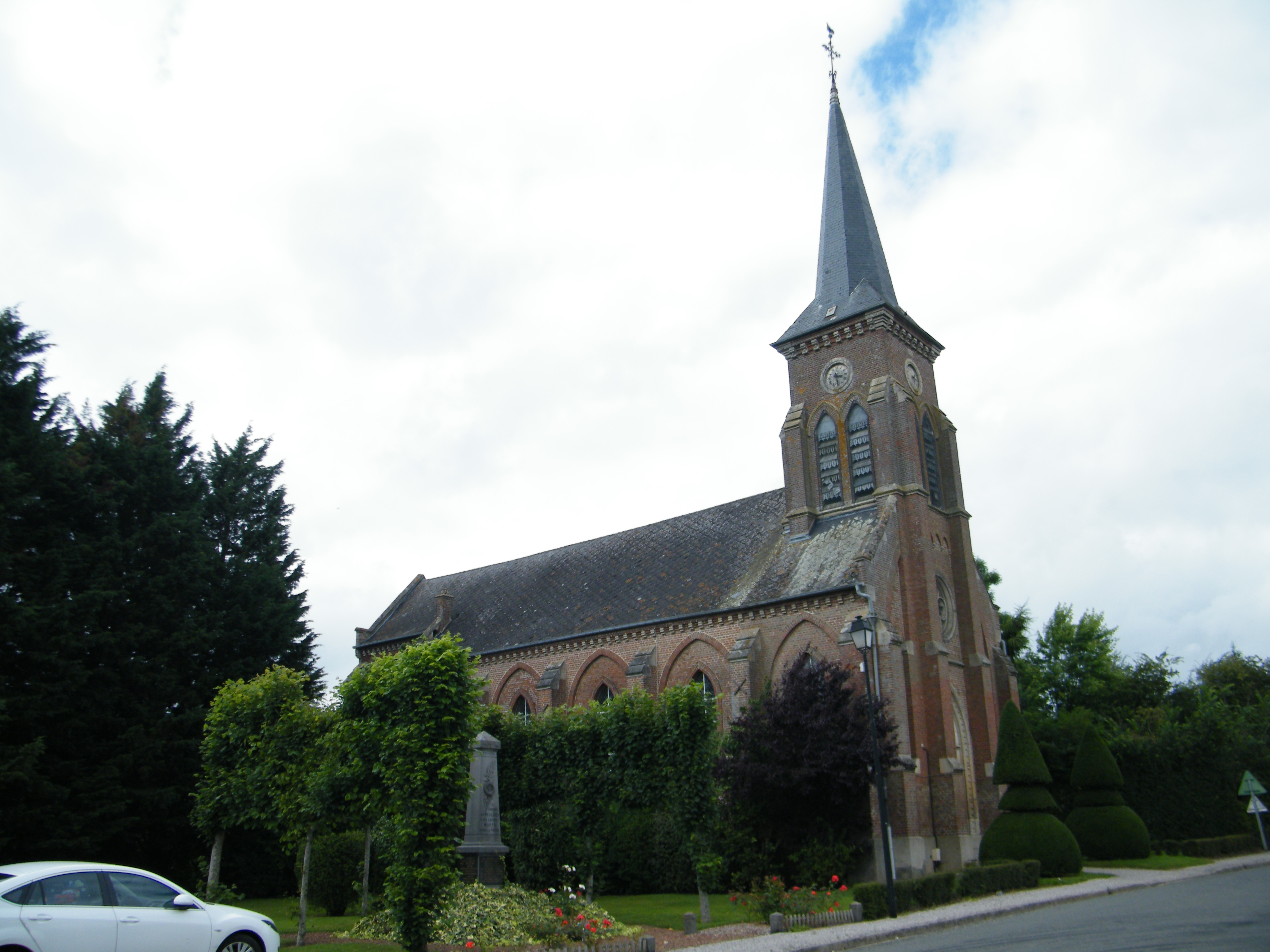
Saint-Fursy.
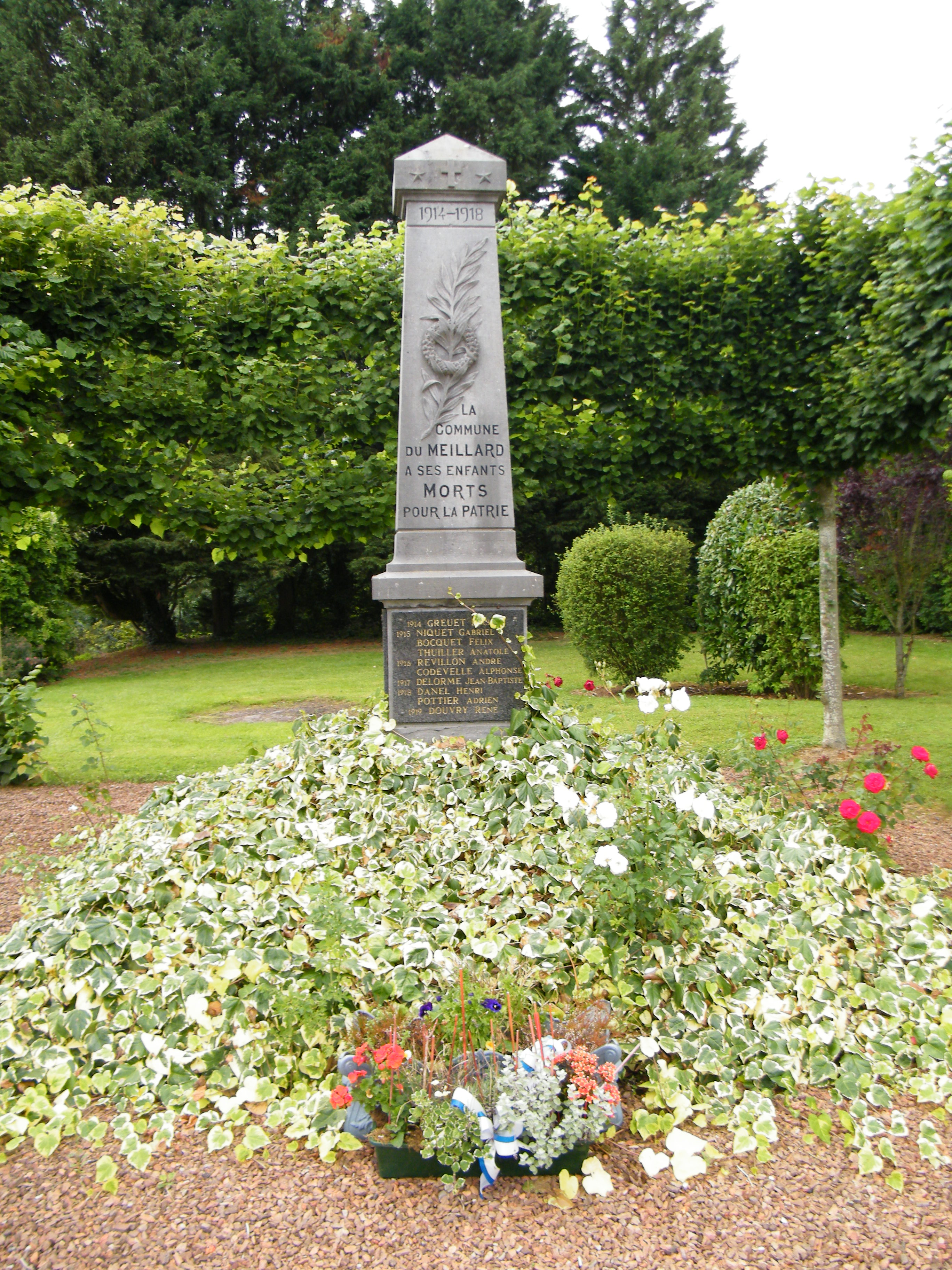
Monument.
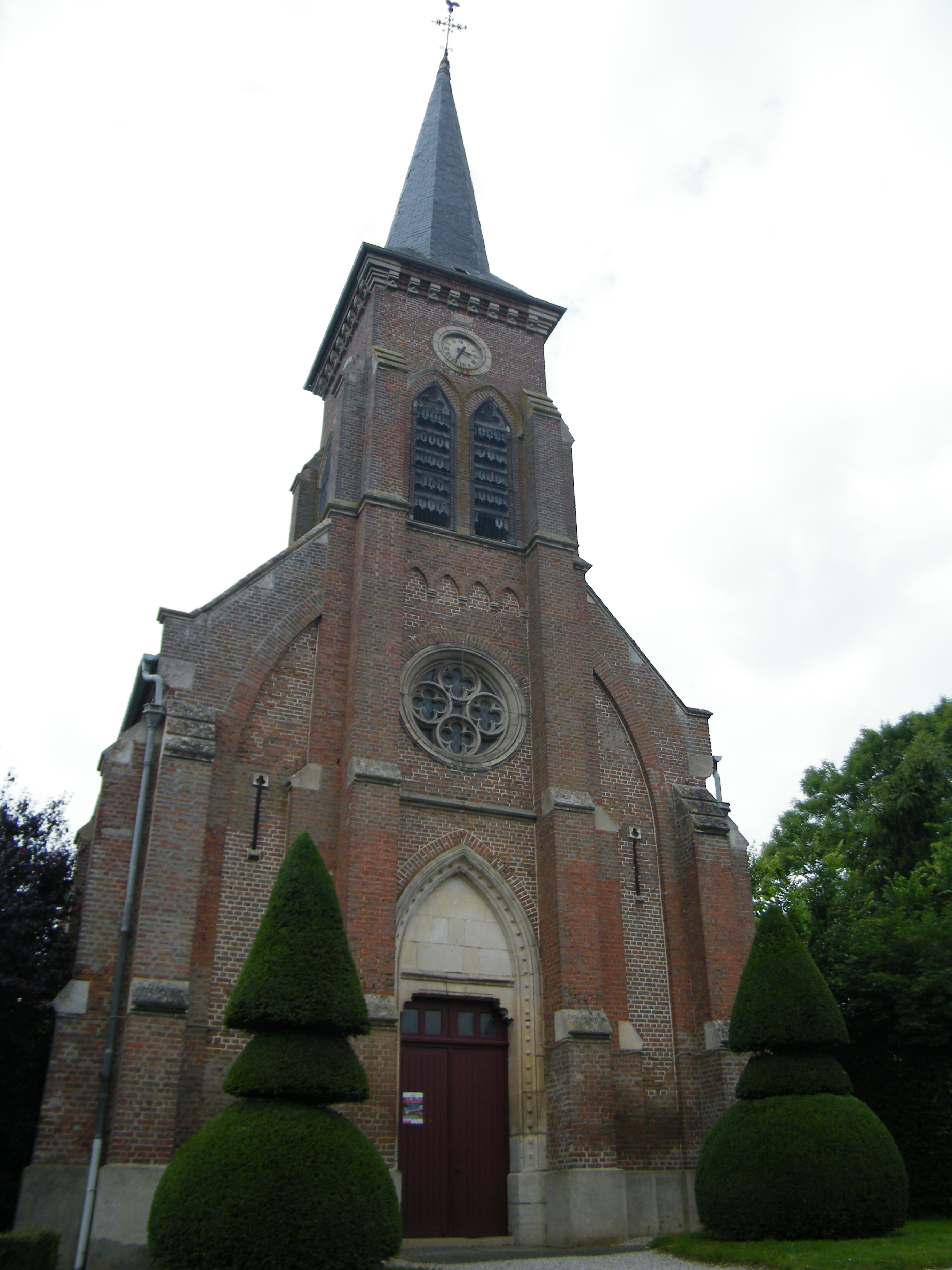
Clocher.